# Guillaume di Champvent
Guillaume di Champvent (prima del 1239 – 21 marzo 1301) è stato un vescovo cattolico svizzero.
È stato vescovo di Losanna dal 1274 alla sua morte.

## Biografia
Guillaume apparteneva alla famiglia dei signori di Champvent, una nobile famiglia del sud-ovest del Lago di Neuchâtel. Era figlio di Henri, signore di Champvent; il fratello minore Othon di Champvent divenne nel 1309 vescovo di Losanna. Il fratello maggiore, Pierre, fece, come il loro cugino Otton di Grandson, carriera alla corte inglese.
Guillaume è citato dal 1239 come appartenente al capitolo di Losanna. Seguì nel 1240 Pietro II di Savoia in Inghilterra e servì come diplomatico Enrico III d'Inghilterra.
Dopo essere stato eletto vescovo di Losanna nel 1273, seguì una politica di rafforzamento della chiesa di Losanna, politica che lo pose in contrasto con la Savoia e i cittadini di Losanna. Sostenne Rodolfo d'Asburgo nelle sue campagne contro la Savoia (1281-1283) e Berna (1288-1289). Pose termine all'alleanza tra i conti di Savoia e la città di Losanna e interruppe il movimento comunale. A causa di tumulti dovette stare lontano della città nel periodo 1282-1285.
Quando la diocesi fu attaccata nel 1297 I da Luigi di Savoia, barone del Vaud, riuscì a sconfiggerlo con l'aiuto del fratello di Luigi, Amadeo V e della nobiltà vodese.
La politica di Guillaume aiutò ad assicurare l'esistenza del piccolo principato vescovile.
Durante il suo mandato fu consacrata la cattedrale di Notre-Dame nel 1275 alla presenza di papa Gregorio XI e di Rodolfo d'Asburgo.